# Utricularia nervosa
Utricularia nervosa är en tätörtsväxtart som beskrevs av G. Weber och Benj.. Utricularia nervosa ingår i släktet bläddror, och familjen tätörtsväxter. Inga underarter finns listade i Catalogue of Life.